# Đài phun nước

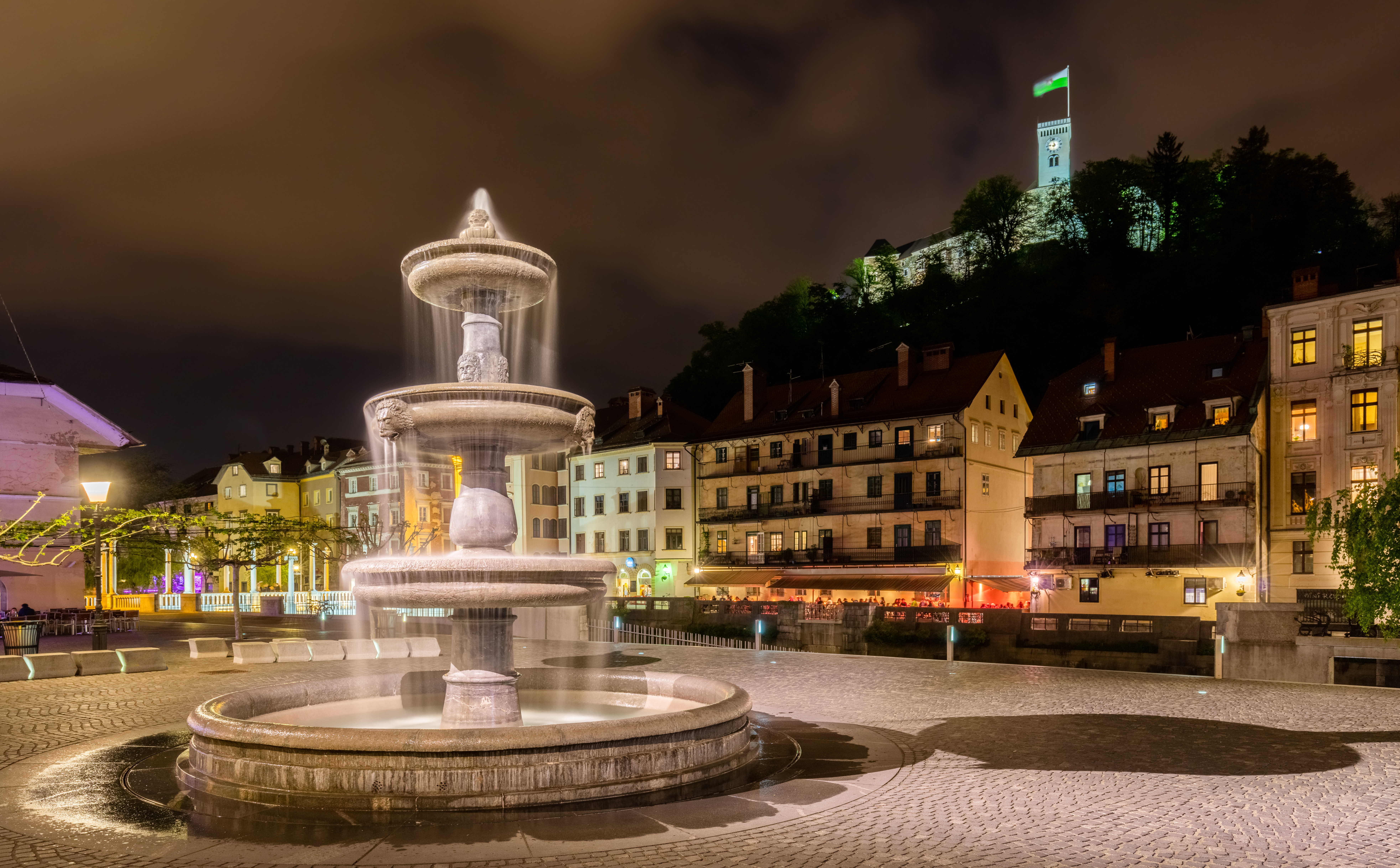
Một cái đài phun nước kiểu Paris Pháp

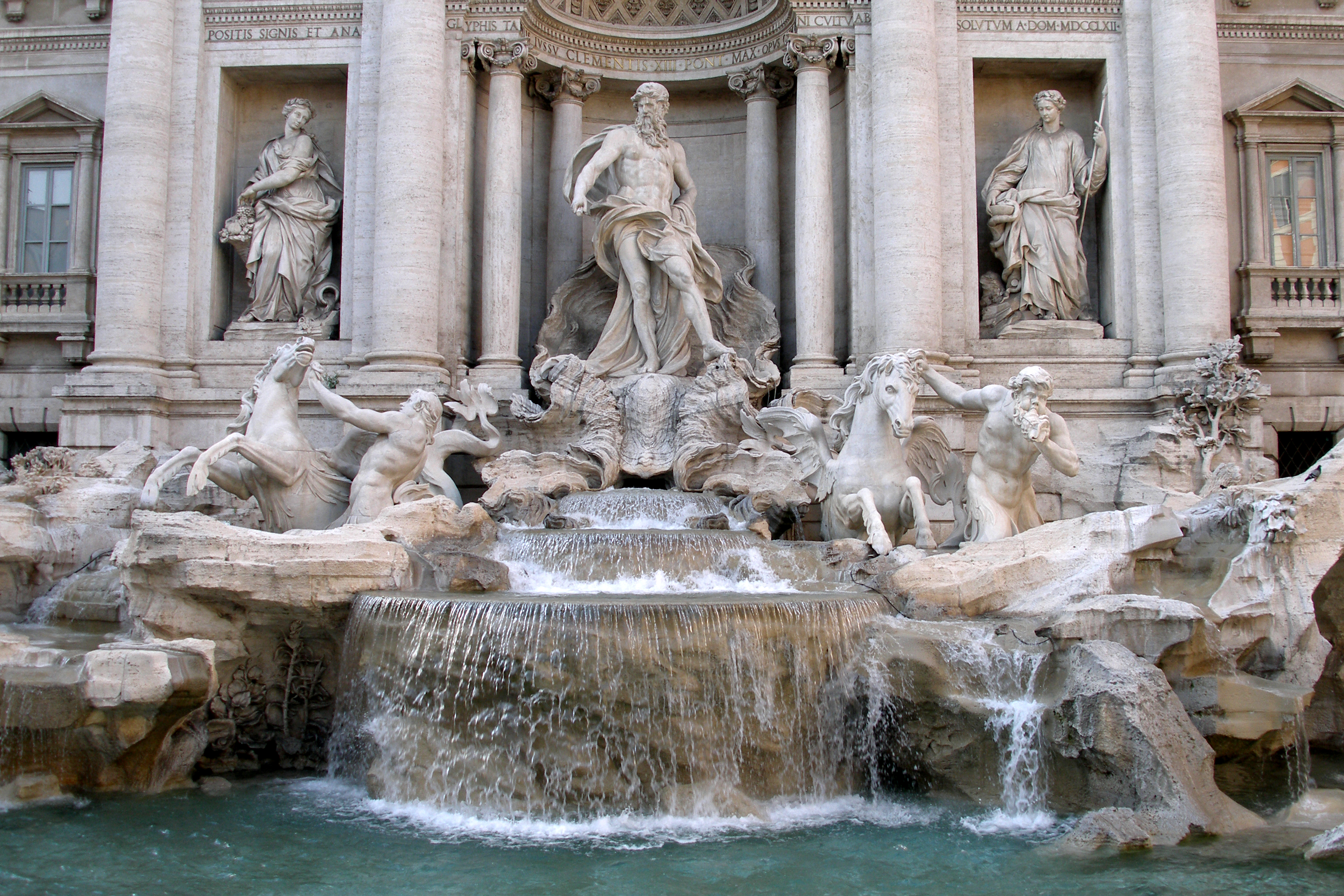
Đài phun nước Trevi ở Rome, Ý, hoàn tất năm 1762

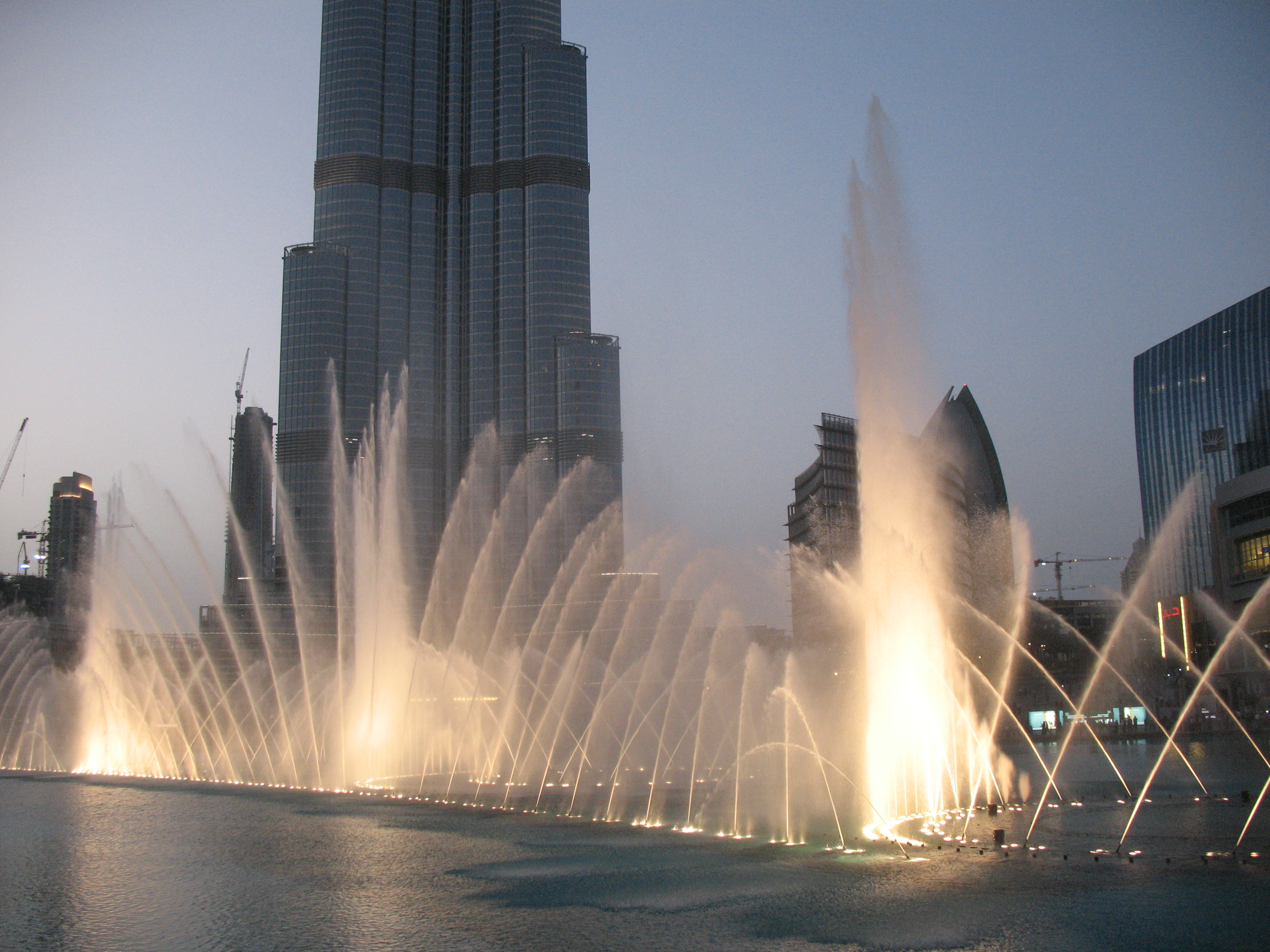
Đài phun nước Dubai, hệ thống đài phun nước nhịp điệu lớn nhất thế giới

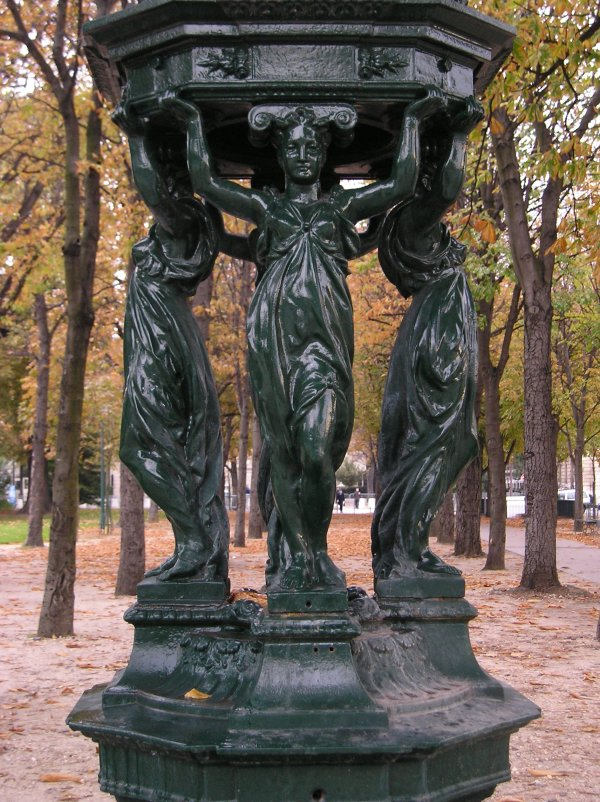
Đài phun nước Wallace ở Champs Elysees, Paris

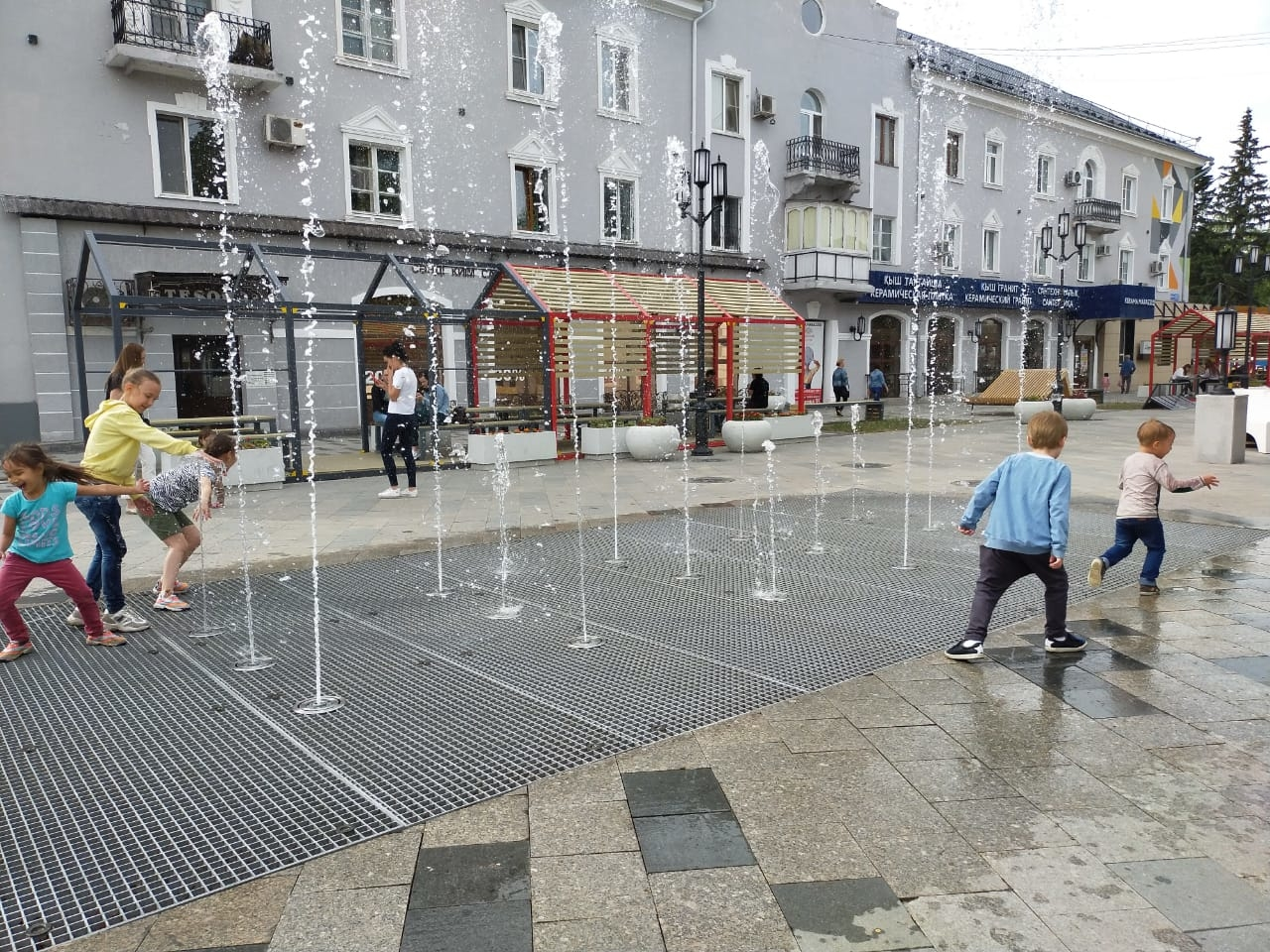
Một kiểu đài phun nước ở Oskemen

Đài phun nước là một dạng công trình kiến trúc, đài phun nước thường dùng để phun nước vào bồn chứa nước hoặc bắn các tia nước vào trong không khí với mục đích cung cấp nước uống hoặc tạo ra hiệu ứng trang trí hoặc làm mát không khí. Trước kia, đài phun nước thường được kết nối với các suối nước hoặc các bể chứa nước nhằm cung cấp nước uống, nước sinh hoạt cho các cư dân thành phố, thị trấn, làng mạc. Cho đến thế kỷ 19 thì các đài phun nước vẫn được hoạt động bởi trọng lực và cần một nguồn nước cao hơn đài phun, ví dụ như bể chứa hay cống nước, để đẩy nước lên cao.
Ngoài mục đích cung cấp nước uống thì đài phun nước còn được sử dụng với mục đích trang trí hoặc vinh danh những nhà xây dựng. Các đài phun nước thời La Mã thường được trang trí các mặt nạ hình người hoặc động vật bằng đồng hoặc đá. Đến thời trung cổ, các khu vườn của người Moor và người Hồi giáo thường sử dụng đài phun nước để tạo nên một phiên bản thu nhỏ về thiên đường. Vua Louis XIV của Pháp sử dụng đài phun nước trong Vườn Versailles để thể hiện quyền lực trước thiên nhiên. Các đài phun nước phong cách Baroque ở Roma thế kỷ 17 - 18 đánh dấu sự trở lại của các cống phun nước phong cách La Mã và tôn vinh những vị Giáo hoàng để xây dựng nên những đài phun nước này.
Đến thế kỷ 19 khi nguồn nước trong nhà trở nên phổ biến thì đài phun nước công cộng trở thành các công trình có tính trang trí, làm đẹp đô thị. Máy bơm thay thế trọng lực và cho phép các đài phun tái chế nguồn nước và đẩy nước lên cao hơn. Đài phun ngày nay được sử dụng để trang trí công viên hay quảng trường, vinh danh những danh nhân hay các sự kiện, với mục đích vui chơi và giải trí. Vào mùa hè người dân còn có thể tới các bể phun để làm mát. Đài phun nước Vua Fahd ở Jeddah, Ả Rập Xê Út có thể phun nước cao 260 mét (853 feet) trên Biển Đỏ, là đài phun cao nhất thế giới.
Tại Việt Nam, những năm gần đây rất nhiều công trình đài phun nước được xây dựng tại các công trình nhà nước, công viên, hay quảng trường góp phần tạo cảnh quan sinh động và điều hoà không khí tốt hơn. Nổi bật như đài phun nước tại TTHNQG Hà Nội, Toà nhà Quốc hội, Đài phun nước tại hồ Điều hòa Mai Dịch - Hà Nội, Đài phun nước quảng trường Võ Nguyên Giáp - Hồng Ngự, Sàn nhạc nước tại phố đi bộ Vinh... Đài phun nước cao nhất được ghi nhận đến nay là đài Phun Nước Hồ Thị Cầu - Thành Phố Bắc Ninh, cao 70M.

## Liên kết
- Oregon Museum of Science and History WaterWorks Lưu trữ ngày 19 tháng 2 năm 2006 tại Wayback Machine page
- Ontario Science Centre's main fountain (hydraulophone)